# Fuentelisendo
Fuentelisendo település Spanyolországban, Burgos tartományban. Fuentelisendo Fuentecén, Haza és Valdezate községekkel határos. Lakosainak száma 99 fő (2024).

## Népesség
A település népessége az utóbbi években az alábbiak szerint változott:
| Lakosok száma | 121  | 111  | 106  | 100  | 103  | 102  | 90   | 96   | 106  | 99   |
|               | 2001 | 2004 | 2006 | 2009 | 2011 | 2014 | 2016 | 2019 | 2021 | 2024 |